# José Gómez López
José Gómez López (c.1921-Santiago de Chile, 18 de abril de 1998) fue un periodista chileno, creador del programa La historia secreta de las grandes noticias en Canal 13 y director del diario Puro Chile entre 1970 y 1973.

## Biografía
Fue hijo de un anarquista español que llegó a Chile en los años 1920. Realizó sus estudios secundarios en el Liceo José Victorino Lastarria, en donde se inició en el mundo del periodismo a los 15 años para desempeñarse en el diario La Opinión. Hacia 1950 conoció a la escritora Cecilia Urrutia, con quien tuvo 2 hijos: Cecilia y José Antonio; anteriormente, José Gómez López había tenido dos hijos con dos mujeres diferentes.
Ingresó a trabajar al periódico Las Noticias Gráficas, y en 1951 adquirió fama al descubrir el complot de Colliguay que buscaba derrocar al presidente Gabriel González Videla; el hecho consistió en simular el secuestro de dos dirigentes sindicales, Edgardo Maass y Domiciano Soto, para responsabilizar al gobierno de una supuesta detención ilegal, lo que provocaría una huelga general. Entre 1952 y 1953 fue Jefe de Informaciones del diario La Nación, y en 1956 fue relegado a Pisagua junto con Julio Fuentes Molina por infracción a la Ley de Seguridad del Estado.
Estuvo presente en el fusilamiento de Jorge Valenzuela Torres, más conocido como el Chacal de Nahueltoro, en la mañana del 30 de abril de 1963; tras los disparos que sellaron la sentencia, Gómez gritó «¡asesinos!», y dicha escena fue recreada en la película El Chacal de Nahueltoro (1969), en la que el actor Marcelo Romo interpretó al periodista.
En septiembre de 1965 comenzó a presentar La historia secreta de las grandes noticias, espacio periodístico de Canal 13 en el que se entregaban antecedentes y detalles de reconocidos eventos en la prensa. El espacio llegó a su fin abruptamente en 1966 debido a la negativa del rector de la Universidad Católica de Chile, Alfredo Silva Santiago, de emitir un episodio del programa dedicado a la Matanza del Seguro Obrero de 1938. Entre fines de 1968 e inicios de 1969 fue el presentador de algunos capítulos del programa Reportaje en Canal 9.
En abril de 1970 fundó junto a Eugenio Lira Massi el diario Puro Chile, periódico de corte popular y que con un lenguaje incisivo defendió la candidatura de Salvador Allende en la elección presidencial y posteriormente el gobierno de la Unidad Popular. En dicho periódico trabajó también su hijo José Antonio, quien fue despedido por Gómez al encabezar una huelga que exigía mejoras salariales.
Tras el golpe de Estado del 11 de septiembre de 1973 —que implicó el cierre de Puro Chile, José Gómez López se encontraba recluido en el Anexo Cárcel Capuchinos, saliendo al exilio en noviembre de 1976 e instalándose en la ciudad alemana de Bremen. En 1980 se trasladó a Ciudad de México, en donde trabajó en el diario La Afición y fundó la revista Al sur del río Bravo, destinada a denunciar los abusos de la dictadura militar y generar solidaridad con Chile.
En 1986 retornó a Chile y comenzó a manifestar los efectos de la enfermedad de Parkinson; no obstante su estado de salud, colaboró en el periódico Fortín Mapocho. Falleció en Santiago a las 22:30 del 18 de abril de 1998, a los 76 años.